# Rumba flamenca

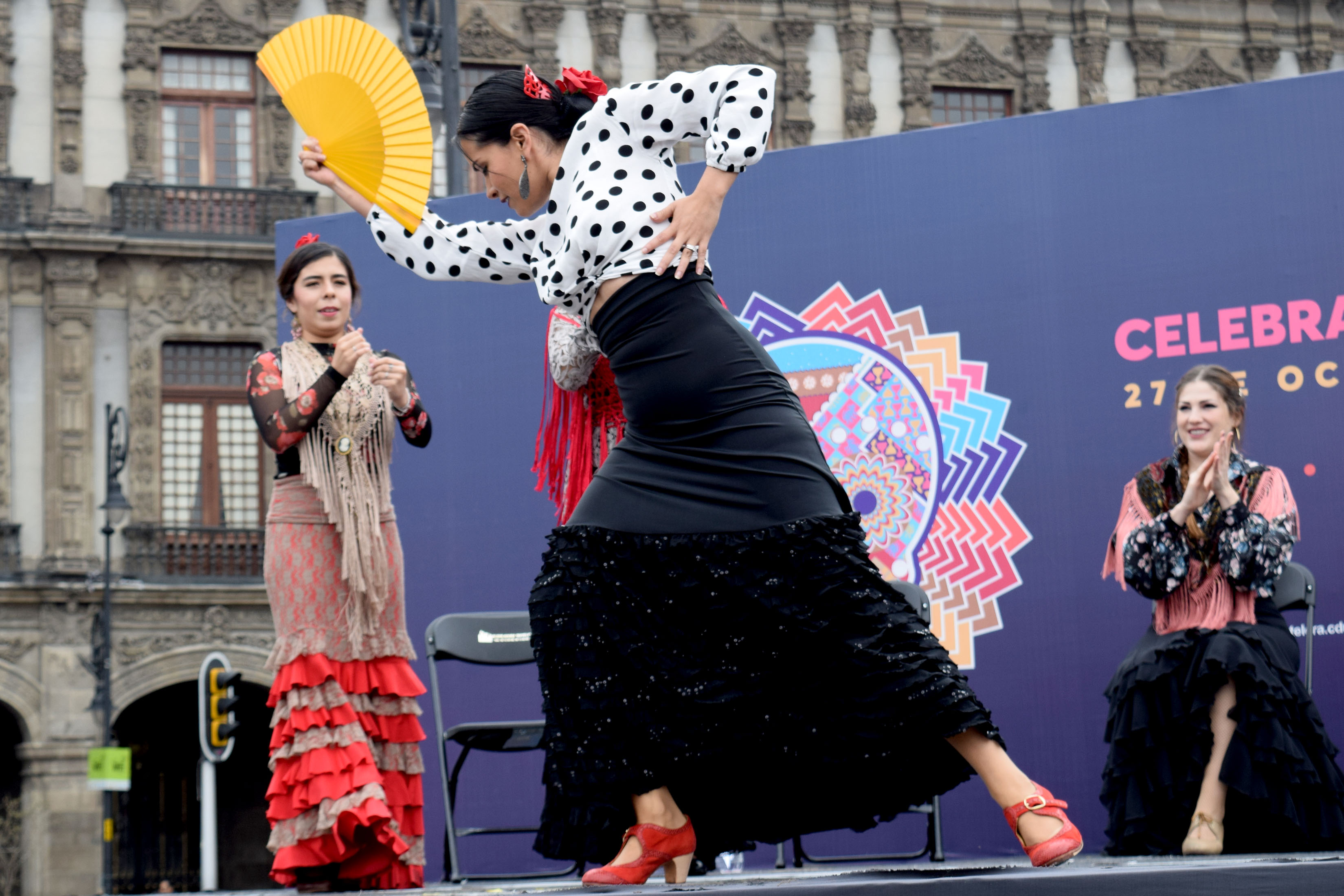
Rumba flamenca.

La rumba flamenca est un des palos du flamenco.

## Présentation
Au cours du XVIIIe siècle, la guaracha cubaine va être adoptée par les gitans de Séville en Espagne et au Portugal, et prendre le nom de rumba flamenca.
Il s'agit d'une musique avec de la guitare flamenco, applaudissement avec les mains, des castagnettes et du cajón. C'est pour imiter les instruments dans la culture cubaine comme les claves ou les congas.
Elle est avant tout une musique conviviale et festive, peu compliquée (rythmique plutôt simple et répétitive plus solo), idéale pour jouer à plusieurs, entre joueurs débutants et confirmés. Les Gipsy Kings en sont l'emblème, mais elle a été jouée aussi par de grands guitaristes flamenco comme Paco de Lucía (Río Ancho, Entre Dos Aguas) ou encore Paco Peña (La Lola). Il faut citer aussi Los Chunguitos, Los Chichos et Estopa parmi les ambassadeurs du genre, sans oublier Bambino, Ramón de Algeciras, Los Calis, El Fary, Alazán, Ketama avec Antonio Carmona, Rosa Morena, Las Grecas, Los Amaya, Manzanita, Rumba Tres, Los Manolos, Ojos de Brujo, Azúcar Moreno, Rosario Flores, Lolita Flores, Antonio Flores, Raya Real, ou Los del Río.